# Żółty szlak turystyczny Skarżysko Zachodnie – Skarżysko-Kamienna
 Żółty szlak turystyczny Skarżysko Zachodnie – Skarżysko-Kamienna – szlak turystyczny na terenie Gór Świętokrzyskich.

## Przebieg szlaku
| Odległość | Atrakcje                                                | Punkt                   | Skrzyżowania szlaków        |
| --------- | ------------------------------------------------------- | ----------------------- | --------------------------- |
| 0,0 km    | muzeum · ruiny · kościół · cmentarz · cmentarz żydowski | Skarżysko Zachodnie PKP | Skarżysko Zachodnie – Wykus |
| 2,5 km    |                                                         | Rejów                   | Skarżysko Zachodnie – Wykus |
| 4,4 km    |                                                         | Szosa E77               |                             |
| 8,3 km    |                                                         | Bór                     |                             |
|           |                                                         | Bugaj                   |                             |
|           |                                                         | Zagórze                 |                             |
| 8,6 km    |                                                         | Brzask PKP              |                             |
| 12,0 km   |                                                         | Brzask                  |                             |
| 19,0 km   | cmentarz                                                | cmentarz partyzancki    | Kuźniaki – Pogorzałe        |
| 22,5 km   |                                                         | Pogorzałe               | Kuźniaki – Pogorzałe        |
| 27,0 km   | muzeum · ruiny · kościół · cmentarz · cmentarz żydowski | Skarżysko-Kamienna PKP  |                             |

## Galeria

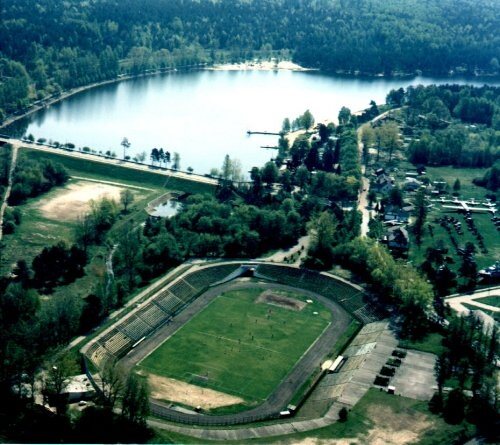
Zalew Rejów, stadion i Muzeum im. Orła Białego w Skarżysku-Kamiennej
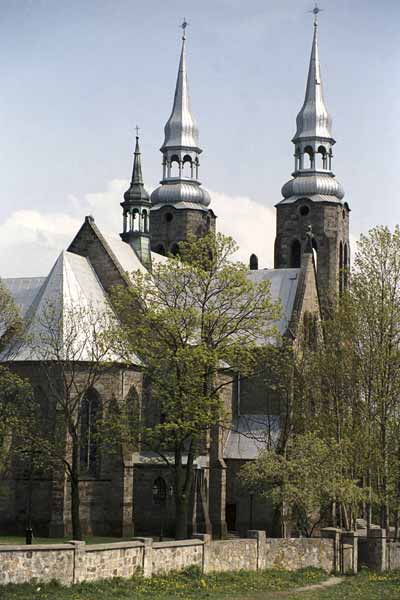
Kościół pw. Najświętszego Serca Jezusowego w Skarżysku-Kamiennej
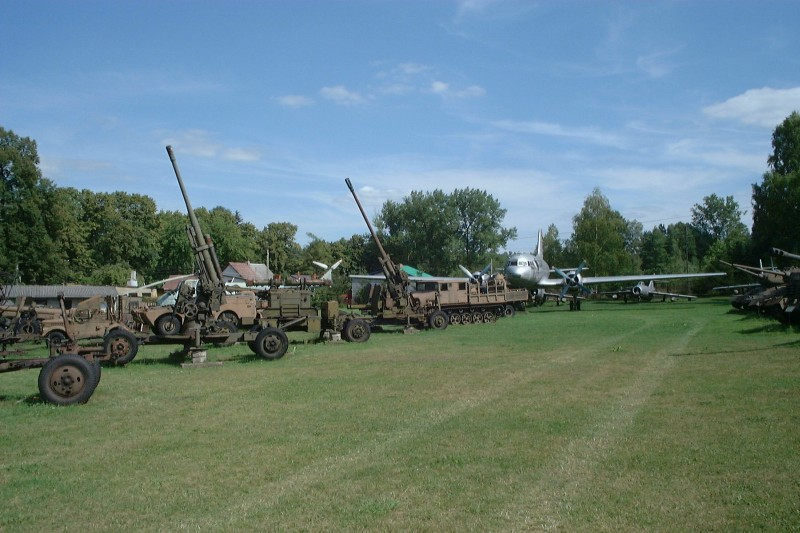
Muzeum im. Orła Białego w Skarżysku-Kamiennej
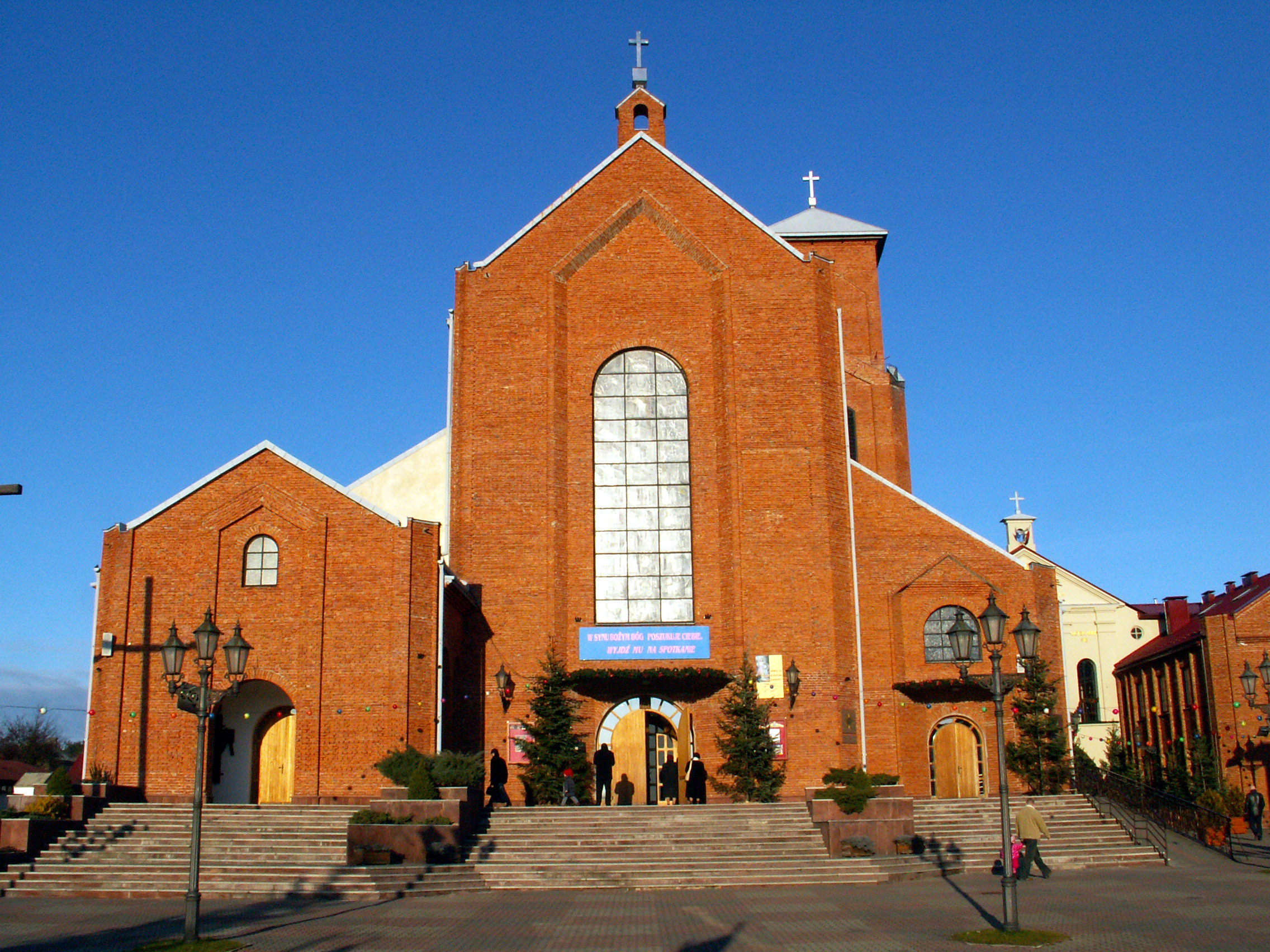
Sanktuarium Matki Boskiej Ostrobramskiej w Skarżysku-Kamiennej